# WWE Money in the Bank
 Der er for få eller ingen kildehenvisninger i denne artikel, hvilket er et problem. Du kan hjælpe ved at angive troværdige kilder til de påstande, som fremføres i artiklen.

Money in the Bank var et pay-per-view-show inden for wrestling produceret af World Wrestling Entertainment. Det var ét af organisationens månedlige shows og blev afholdt for første gang d. 18. juli 2010 i Sprint Center i Kansas City, Missouri. Showet var ét af mange nye pay-per-view-shows, som WWE introducerede i 2009 og 2010 som erstatning for tidligere månedlige pay-per-view-shows. I 2009 havde WWE's Night of Champions været afholdt i juli, men det blev i 2010 flyttet til september som erstatning for WWE's Unforgiven. 
Specielt ved showets koncept er, at det indeholder to særlige kampe, som WWE kalder for en Money in the Bank Ladder match. I disse kampe kæmper otte wrestlere om at få fat i en mappe, der hænger ned fra loftet, ved hjælp af en stige. Den, som først får fat i mappen, vinder en kontrakt på en VM-titelkamp, som han kan inkasserer hvor som helst, når som helst. Samme type af kamp har fundet sted ved WWE's WrestleMania de seneste mange år. Ved WWE's Money in the Bank finder to kampe sted samme aften – én med wrestlere fra RAW og én med wrestlere fra SmackDown.
I 2012 blev showet erstattet af Fatal 4-Way, der vendte tilbage efter et års pause. 

## Resultater

### 2010
Money in the Bank 2010 fandt sted d. 18. juli 2010 i Sprint Center i Kansas City, Missouri.
- Kane besejrede Big Show, Matt Hardy, Christian, Kofi Kingston, "Dashing" Cody Rhodes, Drew McIntyre og Dolph Ziggler i SmackDowns Money in the Bank Ladder match
- WWE Divas Championship: Alicia Fox besejrede Eve
- Unified WWE Tag Team Championship: The Hart Dynasty (David Hart Smith og Tyson Kidd med Natalya) besejrede The Usos (Jey og Jimmy Uso med Tamina)
- WWE World Heavyweight Championship: Rey Mysterio besejrede Jack Swagger
- WWE World Heavyweight Championship: Kane besejrede Rey Mysterio
  - Kane inkasserede straks sin kontrakt på en VM-titelkamp mod Rey Mysterio og vandt nemt VM-titlen på 10 sekunder. Det var Kanes første VM-titel siden 1998.
- WWE Women's Championship: Layla (med Michelle McCool) besejrede Kelly Kelly ( med Tiffany)
- The Miz besejrede Ted DiBiase, Chris Jericho, Edge, Evan Bourne, John Morrison, Randy Orton og Mark Henry i RAWs Money in the Bank Ladder match
- WWE Championship: Sheamus besejrede John Cena i en Steel cage match

### 2011
Money in the Bank 2011 fandt sted d. 17. juli 2011 i Allstate Arena i Rosemont, Illinois.
- Daniel Bryan besejrede Kane, Sin Cara, Wade Barrett, Cody Rhodes, Justin Gabriel, Heath Slater og Sheamus i en money in the bank ladder match
- WWE Divas Championship: Kelly Kelly (med Eve Torres) besejrede Brie Bella (med Nikki Bella)
- Mark Henry besejrede Big Show
- Alberto Del Rio besejrede Rey Mysterio, Kofi Kingston, Alex Riley, R-Truth, The Miz, Evan Bourne og Jack Swagger i en money in the bank ladder match
- WWE World Heavyweight Championship: Christian besejrede Randy Orton via diskvalifikation
  - En særlig stipulation i kampen gjorde, at Christian vandt VM-titlen fra Randy Orton, selv om der var tale om diskvalifikation.
- WWE Championship: CM Punk besejrede John Cena
  - CM Punk forlod WWE dagen efter VM-titelsejren, og WWE's ejer, Vince McMahon, erklærede titlen for ledig. Som resultat af nederlaget blev John Cena fyret, men han vendte tilbage til WWE kort efter, da stipulationen fremsat af Vince McMahon viste sig at være ugyldig.